# دال ریادا

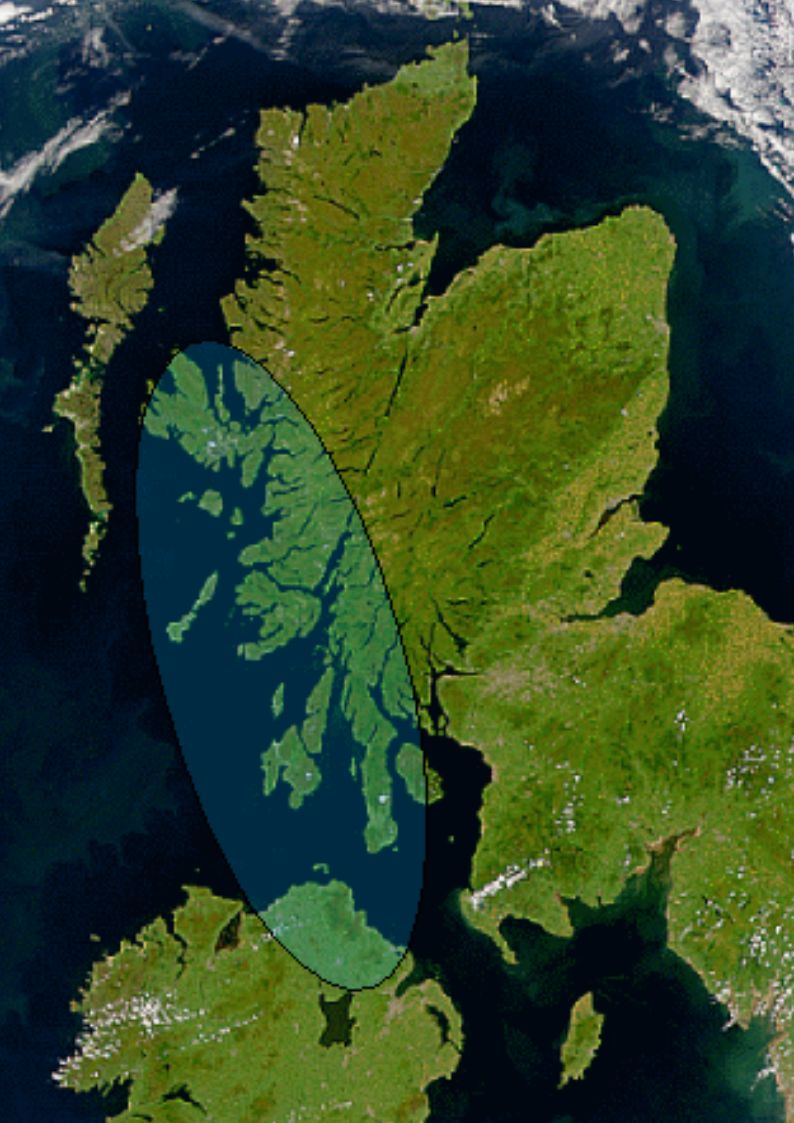
حدود دال ریادا در تصویر ماهواره‌ای اسکاتلند و ایرلند

دال ریادا یا دال ریاتا (Dál Riata) یک ابرپادشاهی گیلیک بود که مشتمل بخشی‌هایی از غرب اسکاتلند و شمال‌شرقی ایرلند در دو طرف تنگه شمالی می‌شد و اقوام مختلف اسکات و پیکت را با هم متحد کرد. دال ریاتا در اوج خود حدوداً مشابه مرزهای آرگیل در اسکاتلند و بخش‌هایی از شهرستان انتریم در ایرلند شمالی می‌شد. این ابرپادشاهی از چهار طایفه تشکیل می‌شد که هر کدام رهبر خود را داشتند. باور بر آن است که تپه‌قلعهٔ دوناد پایتخت دال ریادا بوده‌است.